# Kordel
Kordel (do 15 maja 1936 Cordel) – miejscowość i gmina w Niemczech, w kraju związkowym Nadrenia-Palatynat, w powiecie Trier-Saarburg, wchodzi w skład gminy związkowej Trier-Land.